# Vjollca Abdullahu
Vjollca Abdullahu, mer känd som bara Vjollca, född 1 juli 1988 i Pristina, Jugoslavien, är en albansk sångerska. Hon är mest känd för singeln "Holla at me" som släpptes sommaren 2011 med tillhörande musikvideo. Hon har även släppt singeln "Me zbukuro fundvitin" med musikvideo. Bland hennes andra låtar finns "Number ONE" och "Drop It Slow". Den senare har hon själv skrivit. Hon framförde båda låtarna på TV-kanalen KTV i januari 2012. Ett första album är planerat innan året är slut. Hon arbetar mycket med producenterna Zzap & Chriss. I maj 2012 kom en musikvideo till en tredje singel med titeln "S'ma nin" producerad av Zzap & Chriss.

## Diskografi

### Singlar
- 2011 - "Holla at me"
- 2011 - "Me zbukuro fundvitin"
- 2012 - "S'ma nin"
- 2012 - " Number One"
- 2012 - "Drop it slow"
- 2013 - " Big Fat Base"